# Amédée Bollée
Amédée-Ernest Bollée (11 de enero de 1844 - 20 de enero de 1917) fue un fundidor de campanas e inventor francés, que se especializó en coches de vapor. Después de 1867 fue conocido como "Amédée père" ("Amadeo padre") para distinguirlo de su hijo mayor, también llamado Amédée.

## Biografía
Bollée era el hijo mayor de Ernest-Sylvain Bollée, un fundidor de campanas e inventor que se había instalado en Le Mans en 1842. Ernest-Sylvain enfermó gravemente en los años 1860, y se vio obligado a delegar el día a día de sus negocios a sus tres hijos. Amédée-Ernest quedó a cargo de la fundición de campanas, mientras que Ernest-Jules (1846-1922) se encargó del negocio de las bombas hidráulicas de ariete, y el hijo más joven, Auguste-Sylvain Bollée (1847-1906) asumió el control de la compañía Éolienne Bollée, una fábrica de turbinas eólicas.
Amédée père fue a su vez padre de tres hijos, todos dedicados a la fabricación de automóviles: Amédée (1867-1926), Léon (1870-1913) y Camille (1873-1940).

## Vehículos de vapor

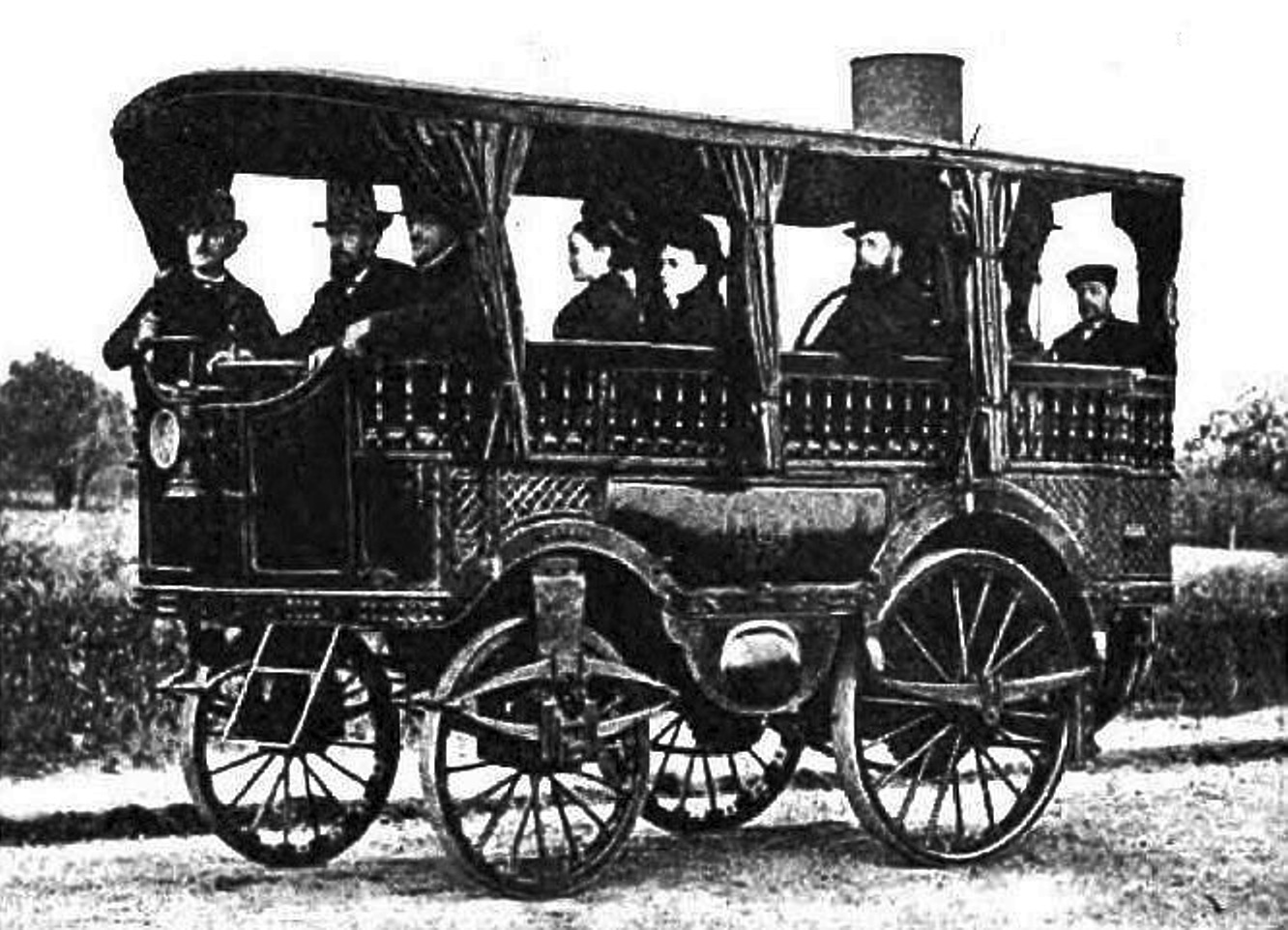
L'Obéissante - 1875

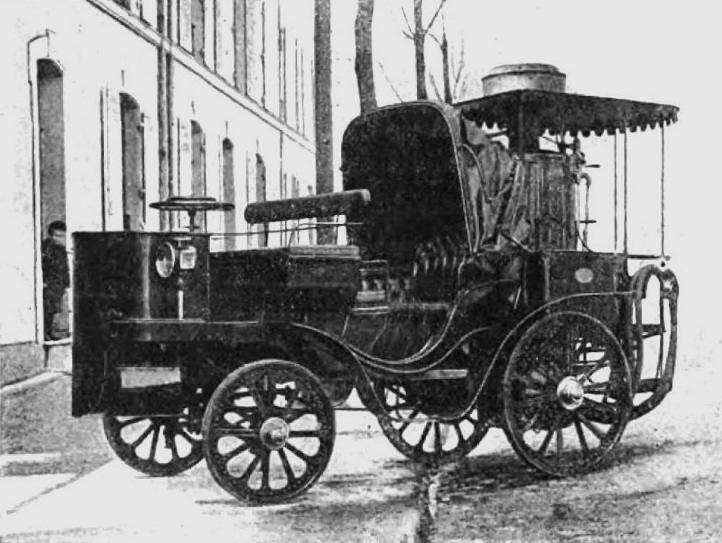
La Mancelle - 1878

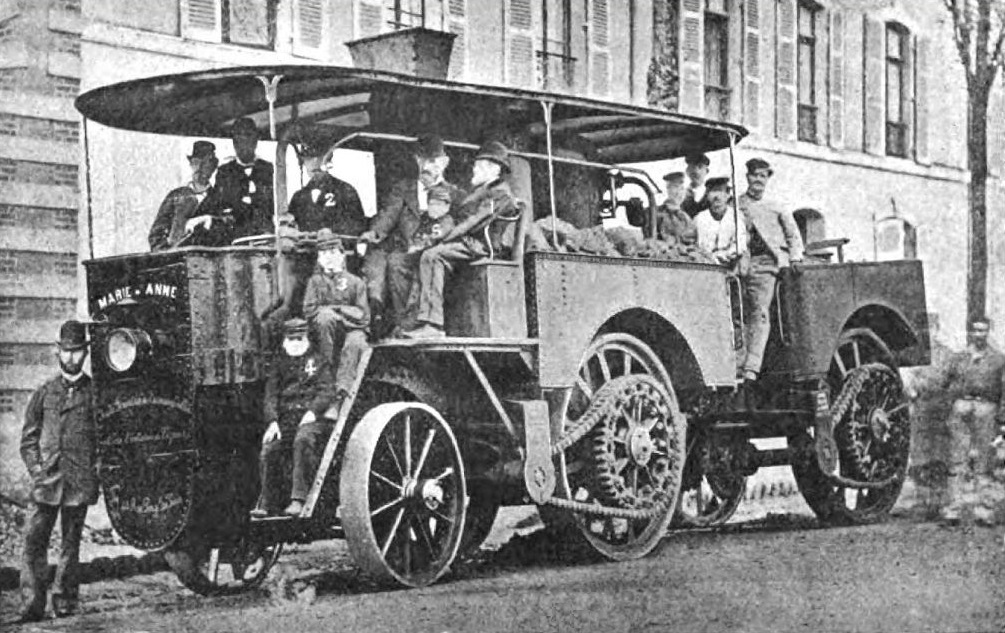
La Marie Anne - 1879

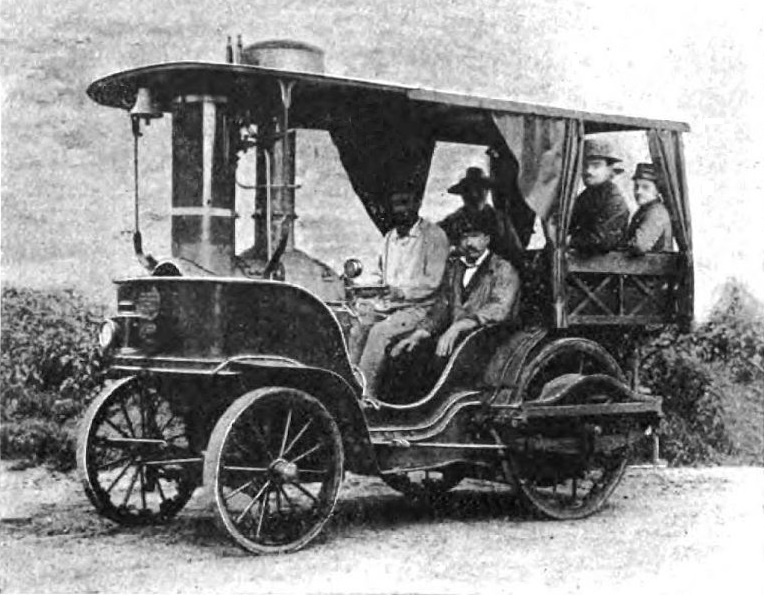
La Rapide - 1881

### L'Obéissante
Amédée père fabricó su primer vehículo de vapor en 1873, y en 1875 su L'Obéissante ("La Obediente") hizo el primer viaje de carretera entre Le Mans y París en 18 horas. L'Obeissante llevó 12 pasajeros y alcanzó una velocidad de crucero de 30 km/h y una velocidad máxima de 40 km/h. Era impulsada por dos motores de vapor gemelos en V, uno para cada rueda trasera. El vehículo original se preserva en la colección del Conservatorio Nacional des Artes et Métiers en París.

### La Mancelle
En 1878 diseñó La Mancelle, que está considerado como el primer automóvil producido en una serie, fabricándose un total de 50 unidades. Poseía unas características muy adelantadas a su época, como tracción trasera (mediante un eje al diferencial y cadenas a las ruedas traseras) y suspensión independiente a las cuatro ruedas. El vehículo original está preservado en la colección del Museo de las 24 Horas de Le Mans.

### La Marie-Anne
Las demostraciones públicas de L'Obeissante y La Mancelle habían logrado atraer numerosos pedidos para la fábrica Bollée, por lo que Amédée père aceptó un pedido para un tren de carretera, completado en 1879. Con un motor de 100 CV, La Marie-Anne disponía de una caja de cambios de tres velocidades, y era capaz de remolcar 35 toneladas con un 6% de pendiente.
La Marie-Anne era de un diseño similar a La Mancelle, con una caldera vertical montada frente a dos motores traseros que transmitían su potencia a las ruedas posteriores mediante ejes y cadenas. Un ténder remolcado almacenaba las reservas de agua y carbón necesarias para hacer funcionar las dos máquinas de vapor.

### La Rapide
La Rapide ("Rápida") se construyó en 1881 y alcanzaba una velocidad de 62 km/h. Su diseño agrupó la caldera, el motor y los controles delante del vehículo, haciendo posible ser conducido por un único operario.